# Lleyton Hewitt
Lleyton Glynn Hewitt (sinh ngày 21 tháng 2 năm 1981) là cựu tay vợt số 1 thế giới người Úc. Năm 2001, anh trở thành tay vợt trẻ nhất dành vị trí số 1. Thành tích lớn nhất của Hewitt là vô địch đơn nam US Open 2001 và Wimbledon 2002. Năm 2005, Tạp chí Tennis xếp anh ở vị trí thứ 34 trong những tay vợt xuất sắc nhất từ năm 1965.Anh đã giải nghệ vào năm 2016
Hewitt được biết đến nhiều nhờ khả năng thi đấu bền bỉ, nền thể lực dồi dào, lối đánh ổn định và khả năng di chuyển điêu luyện.

## Các trận chung kết quan trọng

### Chung kết Grand Slam

#### Đơn: 4 (2 danh hiệu, 2 á quân)
| Kết quả | Năm  | Giải đấu        | Mặt sân | Đối thủ          | Tỷ số              |
| ------- | ---- | --------------- | ------- | ---------------- | ------------------ |
| Vô địch | 2001 | US Open         | Cứng    | Pete Sampras     | 7–6(7–4), 6–1, 6–1 |
| Vô địch | 2002 | Wimbledon       | Cỏ      | David Nalbandian | 6–1, 6–3, 6–2      |
| Á quân  | 2004 | US Open         | Cứng    | Roger Federer    | 0–6, 6–7(3–7), 0–6 |
| Á quân  | 2005 | Australian Open | Cứng    | Marat Safin      | 6–1, 3–6, 4–6, 4–6 |

#### Đôi: 1 (1 danh hiệu)
| Kết quả | Năm  | Giải đấu | Mặt sân | Đồng đội   | Đối thủ                   | Tỷ số              |
| ------- | ---- | -------- | ------- | ---------- | ------------------------- | ------------------ |
| Vô địch | 2000 | US Open  | Cứng    | Max Mirnyi | Ellis Ferreira Rick Leach | 6–4, 5–7, 7–6(7–5) |

#### Đôi nam nữ: 1 (1 á quân)
| Kết quả | Năm  | Giải đấu  | Mặt sân | Đồng đội      | Đối thủ                    | Tỷ số         |
| ------- | ---- | --------- | ------- | ------------- | -------------------------- | ------------- |
| Á quân  | 2000 | Wimbledon | Cỏ      | Kim Clijsters | Kimberly Po Donald Johnson | 4–6, 6–7(3–7) |

### Chung kết Masters Cup

#### Singles: 3 (2 danh hiệu, 1 á quân)
| Kết quả | Năm  | Giải đấu | Mặt sân  | Đối thủ             | Tỷ số                   |
| ------- | ---- | -------- | -------- | ------------------- | ----------------------- |
| Vô địch | 2001 | Sydney   | Cứng (i) | Sébastien Grosjean  | 6–3, 6–3, 6–4           |
| Vô địch | 2002 | Shanghai | Cứng (i) | Juan Carlos Ferrero | 7–5, 7–5, 2–6, 2–6, 6–4 |
| Á quân  | 2004 | Houston  | Cứng     | Roger Federer       | 3–6, 2–6                |

### Chung kết Masters 1000

#### Đơn: 7 (2 danh hiệu, 5 á quân)
| Kết quả | Năm  | Giải đấu         | Mặt sân  | Đối thủ         | Tỷ số                                  |
| ------- | ---- | ---------------- | -------- | --------------- | -------------------------------------- |
| Á quân  | 2000 | Stuttgart        | Cứng (i) | Wayne Ferreira  | 6–7(6–8), 6–3, 7–6(7–5), 6–7(2–7), 2–6 |
| Vô địch | 2002 | Indian Wells     | Cứng     | Tim Henman      | 6–1, 6–2                               |
| Á quân  | 2002 | Cincinnati       | Cứng     | Carlos Moyá     | 5–7, 6–7(5–7)                          |
| Á quân  | 2002 | Paris            | Thảm (i) | Marat Safin     | 6–7(4–7), 0–6, 4–6                     |
| Vô địch | 2003 | Indian Wells (2) | Cứng     | Gustavo Kuerten | 6–1, 6–1                               |
| Á quân  | 2004 | Cincinnati       | Cứng     | Andre Agassi    | 3–6, 6–3, 2–6                          |
| Á quân  | 2005 | Indian Wells     | Cứng     | Roger Federer   | 2–6, 4–6, 4–6                          |

## Chung kết ATP

### Đơn: 46 (30 danh hiệu, 16 á quân)
| Giải đấu                          |
| --------------------------------- |
| Grand Slam Tournaments (2–2)      |
| ATP World Tour Finals (2–1)       |
| ATP World Tour Masters 1000 (2–5) |
| ATP World Tour 500 Series (2–0)   |
| ATP World Tour 250 Series (22–8)  |

| Mặt sân       |
| ------------- |
| Cứng (20–12)  |
| Đất nện (2–0) |
| Cỏ (8–2)      |
| Thảm (0–2)    |

| Kết quả | Thắng-Thua | Ngày             | Giải đấu                                       | Mặt sân  | Đối thủ             | Tỷ số                                  |
| ------- | ---------- | ---------------- | ---------------------------------------------- | -------- | ------------------- | -------------------------------------- |
| Vô địch | 1–0        | Th1 năm 1998     | Adelaide International, Úc                     | Cứng     | Jason Stoltenberg   | 3–6, 6–3, 7–6(7–4)                     |
| Á quân  | 1–1        | Th1 năm 1999     | Adelaide International, Úc                     | Cứng     | Thomas Enqvist      | 6–4, 1–6, 2–6                          |
| Á quân  | 1–2        | Th3 năm 1999     | Tennis Channel Open, Mỹ                        | Cứng     | Jan-Michael Gambill | 6–7(2–7), 6–4, 4–6                     |
| Vô địch | 2–2        | tháng 5 năm 1999 | Delray Beach Open, Mỹ                          | Đất nện  | Xavier Malisse      | 6–4, 6–7(2–7), 6–1                     |
| Á quân  | 2–3        | Th10 năm 1999    | Open Sud de France, Pháp                       | Thảm (i) | Nicolás Lapentti    | 3–6, 2–6                               |
| Vô địch | 3–3        | Th1 năm 2000     | Adelaide International, Úc (2)                 | Cứng     | Thomas Enqvist      | 3–6, 6–3, 6–2                          |
| Vô địch | 4–3        | Th1 năm 2000     | Sydney International, Úc                       | Hard     | Jason Stoltenberg   | 6–4, 6–0                               |
| Vô địch | 5–3        | Th3 năm 2000     | Tennis Channel Open, Mỹ                        | Cứng     | Tim Henman          | 6–4, 7–6(7–2)                          |
| Vô địch | 6–3        | Th6 năm 2000     | Queen's Club Championships, Vương quốc Anh     | Cỏ       | Pete Sampras        | 6–4, 6–4                               |
| Á quân  | 6–4        | Th11 năm 2000    | Stuttgart Masters, Đức                         | Cứng (i) | Wayne Ferreira      | 6–7(6–8), 6–3, 7–6(7–5), 6–7(2–7), 2–6 |
| Vô địch | 7–4        | Th1 năm 2001     | Sydney International, Úc (2)                   | Cứng     | Magnus Norman       | 6–4, 6–1                               |
| Vô địch | 8–4        | Th6 năm 2001     | Queen's Club Championships, Vương quốc Anh (2) | Cỏ       | Tim Henman          | 7–6(7–3), 7–6(7–3)                     |
| Vô địch | 9–4        | Th6 năm 2001     | Rosmalen Championships, Hà Lan                 | Cỏ       | Guillermo Cañas     | 6–3, 6–4                               |
| Vô địch | 10–4       | Th9 năm 2001     | US Open, New York, Mỹ                          | Cứng     | Pete Sampras        | 7–6(7–4), 6–1, 6–1                     |
| Vô địch | 11–4       | Th10 năm 2001    | Japan Open, Nhật Bản                           | Cứng     | Michel Kratochvil   | 6–4, 6–2                               |
| Vô địch | 12–4       | Th11 năm 2001    | ATP Tour Finals, Sydney, Úc                    | Cứng (i) | Sébastien Grosjean  | 6–3, 6–3, 6–4                          |
| Vô địch | 13–4       | Th2 năm 2002     | Pacific Coast Championships, Mỹ                | Cứng (i) | Andre Agassi        | 4–6, 7–6(8–6), 7–6(7–4)                |
| Vô địch | 14–4       | Th3 năm 2002     | Indian Wells Masters, Mỹ                       | Cứng     | Tim Henman          | 6–1, 6–2                               |
| Vô địch | 15–4       | Th6 năm 2002     | Queen's Club Championships, Vương quốc Anh (3) | Cỏ       | Tim Henman          | 4–6, 6–1, 6–4                          |
| Vô địch | 16–4       | Th6 năm 2002     | Wimbledon, London, Vương quốc Anh              | Cỏ       | David Nalbandian    | 6–1, 6–3, 6–2                          |
| Á quân  | 16–5       | Th8 năm 2002     | Cincinnati Masters, Mỹ                         | Cứng     | Carlos Moyà         | 5–7, 6–7(5–7)                          |
| Á quân  | 16–6       | Th11 năm 2002    | Paris Masters, Pháp                            | Thảm (i) | Marat Safin         | 6–7(4–7), 0–6, 4–6                     |
| Vô địch | 17–6       | Th11 năm 2002    | ATP Tour Finals, Shanghai, Trung Quốc (2)      | Cứng (i) | Juan Carlos Ferrero | 7–5, 7–5, 2–6, 2–6, 6–4                |
| Vô địch | 18–6       | Th3 năm 2003     | Tennis Channel Open, Mỹ (2)                    | Cứng     | Mark Philippoussis  | 6–4, 6–4                               |
| Vô địch | 19–6       | Th3 năm 2003     | Indian Wells Masters, Mỹ (2)                   | Cứng     | Gustavo Kuerten     | 6–1, 6–1                               |
| Á quân  | 19–7       | Th8 năm 2003     | Los Angeles Open, Mỹ                           | Cứng     | Wayne Ferreira      | 3–6, 6–4, 5–7                          |
| Vô địch | 20–7       | Th1 năm 2004     | Sydney International, Úc (3)                   | Cứng     | Carlos Moyà         | 4–3 chấn thương                        |
| Vô địch | 21–7       | Th2 năm 2004     | Rotterdam Open, Hà Lan                         | Cứng (i) | Juan Carlos Ferrero | 6–7(1–7), 7–5, 6–4                     |
| Á quân  | 21–8       | Th8 năm 2004     | Cincinnati Masters, Mỹ (2)                     | Cứng     | Andre Agassi        | 3–6, 6–3, 2–6                          |
| Vô địch | 22–8       | Th8 năm 2004     | Washington Open, Mỹ                            | Cứng     | Gilles Müller       | 6–3, 6–4                               |
| Vô địch | 23–8       | Th8 năm 2004     | Connecticut Open, Mỹ                           | Cứng     | Luis Horna          | 6–3, 6–1                               |
| Á quân  | 23–9       | Th9 năm 2004     | US Open, New York, Mỹ                          | Cứng     | Roger Federer       | 0–6, 6–7(3–7), 0–6                     |
| Á quân  | 23–10      | Th11 năm 2004    | ATP Tour Finals, Houston, Mỹ                   | Cứng     | Roger Federer       | 3–6, 2–6                               |
| Vô địch | 24–10      | Th1 năm 2005     | Sydney International, Úc (4)                   | Cứng     | Ivo Minář           | 7–5, 6–0                               |
| Á quân  | 24–11      | Th1 năm 2005     | Australian Open, Melbourne, Úc                 | Cứng     | Marat Safin         | 6–1, 3–6, 4–6, 4–6                     |
| Á quân  | 24–12      | Th3 năm 2005     | Indian Wells Masters, Mỹ                       | Cứng     | Roger Federer       | 2–6, 4–6, 4–6                          |
| Á quân  | 24–13      | Th2 năm 2006     | Pacific Coast Championships, Mỹ                | Cứng (i) | Andy Murray         | 6–2, 1–6, 6–7(3–7)                     |
| Á quân  | 24–14      | Th3 năm 2006     | Tennis Channel Open, Mỹ                        | Cứng     | James Blake         | 5–7, 6–2, 3–6                          |
| Vô địch | 25–14      | Th6 năm 2006     | Queen's Club Championships, Vương quốc Anh (4) | Cỏ       | James Blake         | 6–4, 6–4                               |
| Vô địch | 26–14      | Th3 năm 2007     | Tennis Channel Open, Mỹ (3)                    | Cứng     | Jürgen Melzer       | 6–4, 7–6(12–10)                        |
| Vô địch | 27–14      | Th4 năm 2009     | US Clay Court Championships, Mỹ                | Đất nện  | Wayne Odesnik       | 6–2, 7–5                               |
| Vô địch | 28–14      | Th6 năm 2010     | Halle Open, Đức                                | Cỏ       | Roger Federer       | 3–6, 7–6(7–4), 6–4                     |
| Á quân  | 28–15      | Th7 năm 2012     | Hall of Fame Open, Mỹ                          | Cỏ       | John Isner          | 6–7(1–7), 4–6                          |
| Á quân  | 28–16      | Th7 năm 2013     | Hall of Fame Open, Mỹ                          | Cỏ       | Nicolas Mahut       | 7–5, 5–7, 3–6                          |
| Vô địch | 29–16      | Th1 năm 2014     | Brisbane International, Úc                     | Cứng     | Roger Federer       | 6–1, 4–6, 6–3                          |
| Vô địch | 30–16      | Th7 năm 2014     | Hall of Fame Open, Mỹ                          | Cỏ       | Ivo Karlović        | 6–3, 6–7(4–7), 7–6(7–3)                |

### Đôi: 8 (3 danh hiệu, 5 á quân)
| Giải đấu                          |
| --------------------------------- |
| Grand Slam Tournaments (1–0)      |
| ATP World Tour Finals (0–0)       |
| ATP World Tour Masters 1000 (0–0) |
| ATP World Tour 500 Series (1–1)   |
| ATP World Tour 250 Series (1–4)   |

| Mặt sân       |
| ------------- |
| Cứng (2–4)    |
| Đất nện (0–1) |
| Cỏ (1–0)      |
| Thảm (0–0)    |

| Kết quản | Thắng-Thua | Ngày         | Giải đấu                        | Mặt sân  | Đồng đội           | Đối thủ                        | Tỷ số                   |
| -------- | ---------- | ------------ | ------------------------------- | -------- | ------------------ | ------------------------------ | ----------------------- |
| Á quân   | 0–1        | Th1 năm 2000 | Adelaide International, Úc      | Cứng     | Sandon Stolle      | Todd Woodbridge Mark Woodforde | 4–6, 2–6                |
| Á quân   | 0–2        | Th1 năm 2000 | Sydney International, Úc        | Cứng     | Sandon Stolle      | Todd Woodbridge Mark Woodforde | 5–7, 4–6                |
| Vô địch  | 1–2        | Th8 năm 2000 | Indianapolis Championships, Mỹ  | Cứng     | Sandon Stolle      | Jonas Björkman Max Mirnyi      | 6–2, 3–6, 6–3           |
| Vô địch  | 2–2        | Th9 năm 2000 | US Open, New York, Mỹ           | Cứng     | Max Mirnyi         | Ellis Ferreira Rick Leach      | 6–4, 5–7, 7–6(7–5)      |
| Á quân   | 2–3        | Th3 năm 2003 | Tennis Channel Open, Mỹ         | Cứng     | Mark Philippoussis | James Blake Mark Merklein      | 4–6, 7–6(7–2), 6–7(5–7) |
| Á quân   | 2–4        | Th4 năm 2010 | Barcelona Open, Tây Ban Nha     | Đất nện  | Mark Knowles       | Daniel Nestor Nenad Zimonjić   | 6–4, 3–6, [6–10]        |
| Á quân   | 2–5        | Th2 năm 2013 | Pacific Coast Championships, Mỹ | Cứng (i) | Marinko Matosevic  | Xavier Malisse Frank Moser     | 0–6, 7–6(7–5), [4–10]   |
| Vô địch  | 3–5        | Th7 năm 2014 | Hall of Fame Open, Mỹ           | Cỏ       | Chris Guccione     | Jonathan Erlich Rajeev Ram     | 7–5, 6–4                |